# Fornaci di laterizi Picci

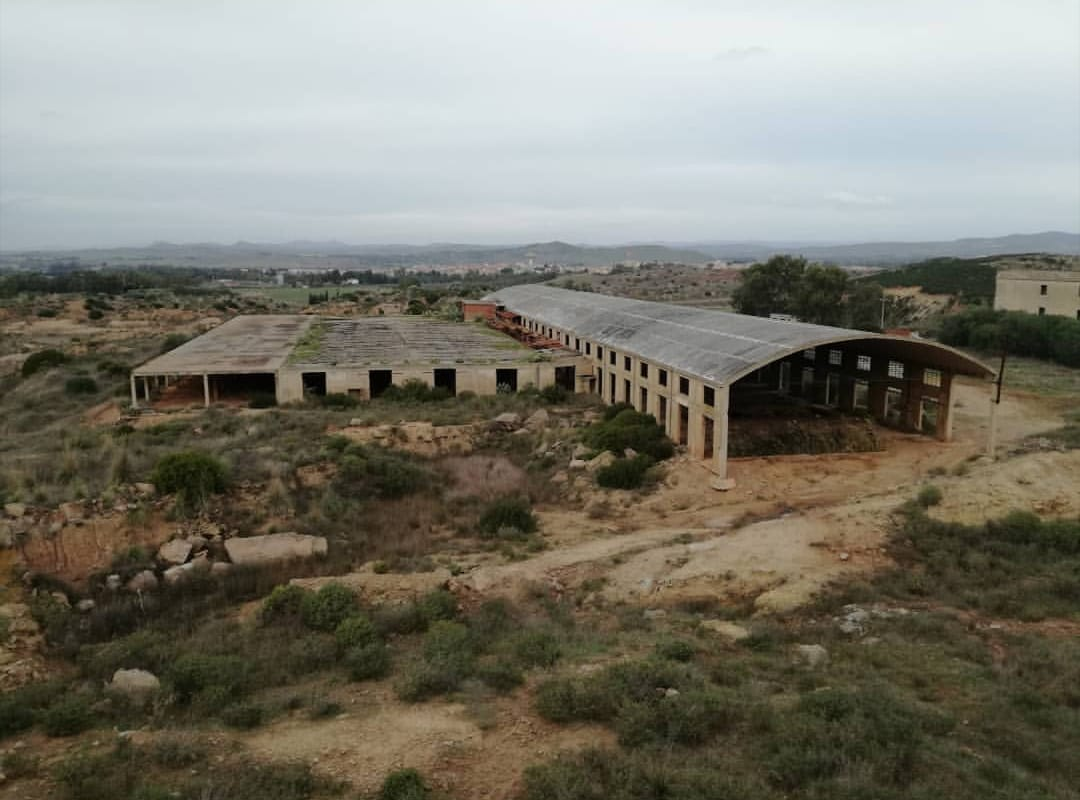
Le ex fornaci di Ussana

Le ex Fornaci di laterizi Picci sono un complesso di edifici di interesse archeologico-industriale, siti nelle campagne di Ussana vicino alle ex cave di Luigi Picci. Fondate dal cavaliere Barbarossa agli inizi degli anni 60' e comprate successivamente dall'impresa Scanu. La fabbrica (conosciuta dal paese come sa Geramica) ha chiuso i battenti verso la metà degli anni '80 del XX secolo.

## Storia
Alla fine del 1800 Luigi Picci iniziò la sua attività industriale producendo mattoni e tegole nella zona di Quartu Sant'Elena. Nel 1927 l’azienda passò al figlio Antonio che costruì le fornaci, dove i mattoni venivano ancora fatti a mano. Durante la seconda guerra mondiale la produzione ebbe un calo per riprendere nel dopoguerra con una crescita improvvisa. Iole Tomassini, figlia di Luigi, fece costruire le fornaci a Ussana dopo quelle di Quartu, poiché ci furono elevate richieste di laterizi con il boom a seguito della ricostruzione dopo i bombardamenti della seconda guerra mondiale. Le fornaci di Ussana furono di proprietà della Tommasini fino al 1980, anno in cui la proprietà venne venduta alla ditta Scanu S.P.A.. 
Quando aprì stabilì un contratto con il comune Ussanese nel quale quest'ultimo avrebbe lasciato l'intera campagna e le sue colline ricche di argilla gratuitamente a sua disposizione a patto che la ditta assumesse personale del paese.
La vecchia fabbrica utilizzava come cottura dei mattoni i forni Hoffman, ovvero una grossa fornace circolare composta da due gallerie, e come impianto di raffreddamento dei ventilatori centrifughi. All'inizio del XXI secolo, la struttura risiede ancora del grande capannone con un primo piano sopra i forni per la deposizione dei mattoni cotti, quattro grandi seccatoi dove depositavano i mattoni crudi per asciugare e infine a pochi passi dalla fabbrica si trovano ancora gli uffici con gli appartamenti da almeno quattro piani con tanto di terrazza, sicuramente di alcune famiglie importanti che lavoravano lì in quel periodo.
Dalla metà degli anni '80, i macchinari iniziarono a dare i primi problemi per la loro età e scarsa manutenzione, infatti i laterizi presentavano dei difetti. Di conseguenza i responsabili decisero di ricorrere ad una raccolta firme per vendere dei terreni appartenenti al Conte Barbarossa nel capoluogo della Sardegna e il profitto era indirizzato all'acquisto di nuovi macchinari. Pertanto, non andò come previsto e in seguito l'intera struttura fu venduta alla ditta Scanu, che assunse il titolo come ultimo proprietario della storia di Geramica. 
Negli anni 2020, della fabbrica rimane il vecchio capannone con alcuni macchinari in stato di rovina con cataste di mattoni ancora crudi e gli alloggi senza alcun contenuto all'interno, devastato dai vandali che ricoprirono i muri di graffiti/murales e distruggendo porte e finestre. Gli essiccatoi e i forni sono quasi crollati e Madre Natura ha quasi ripreso lentamente ciò che è suo.